# Мухаммад-хан I
Мухаммад-хан I (чагат. محمد خان‎; XIV век, Моголистан, — 1416, Моголистан) — хан Могульского ханства (1408—1416). Сын Хизр-Ходжа-хана. Возведён на престол амиром Худайдадом.
Ревностный мусульманин, весь период своего правления энергично насаждал среди своих подданных ислам, зачастую проявляя при этом чрезмерную жестокость. Так например, как свидетельствует Мухаммад Хайдар Дуглат, если какой-нибудь могол не надевал чалму, то в голову ему вбивали подковный гвоздь.

## Дети
- Шир Мухаммад-хан — хан Моголистана 1421—1424/25 гг.